# Вознесенский собор (Великие Луки)
Собор Вознесения Господня (Свято-Вознесенский собор) — православный храм в городе Великие Луки Псковской области, кафедральный собор Великолукской епархии Русской православной церкви. Бывшая соборная церковь Вознесенского женского монастыря.

## История
В древности на этом месте находился Ильинский мужской монастырь (время основания неизвестно), сожжённый в 1610 году во время Смуты и восстановленный в 1643 году. В 1675 году вместо него был основан женский Вознесенский монастырь, куда перевели монахинь разрушенного Введенского монастыря.

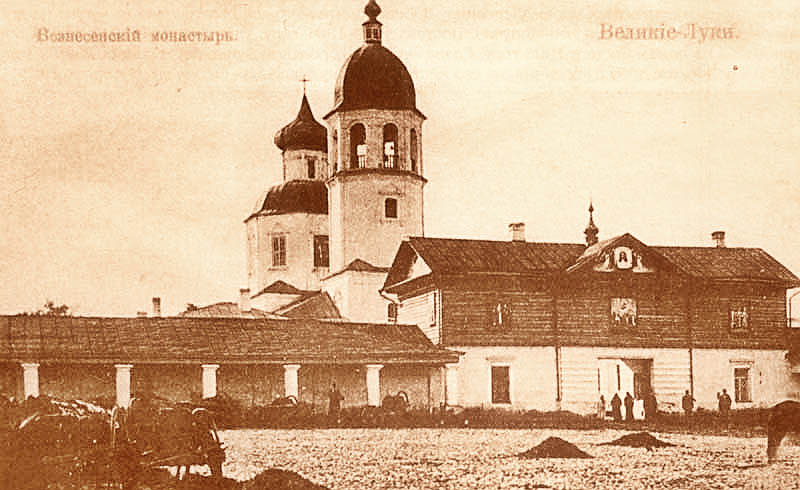
Историческая фотография.

Первый соборный храм Вознесения построен в 1692 году, новое здание — в 1715 году, однако новый деревянный храм сгорел уже в 1719 году вместе с другими монастырскими постройками. С 1724 года в монастыре было разрешено каменное строительство. Новый собор из кирпича был достроен лишь в 1752 году, «тщанием игуменьи Маргариты Карцевой». Имел три престола: Вознесения Господня и, пристроенных в 1826 году, — святого пророка Илии, святых благоверных князей Бориса и Глеба. Состоит из западной галереи, притвора, высокой колокольни (на которой висело 9 колоколов, наибольший весил 188 пудов 37 фунтов), боковых приделов и гранёной апсиды, а также с грибовидным перекрытием купола.
К Вознесенскому храму были приписаны церкви: кладбищенская Казанская церковь и домовая Двенадцати Апостолов на монастырском хуторе; три часовни: Святого Александра Невского, Священномученика Харлампия, Святого великомученика и целителя Пантелеймона.
Храм реставрировался с частичным изменением планировки в 1900—1904 гг.
Вознесенский женский монастырь был закрыт в 1918 году, а уже с мая 1925 года прекратилась деятельность и Вознесенской церкви. В конце 1930-х годов была разобрана колокольня храма, на её месте построен жилой дом. Во время войны собор не претерпел необратимых разрушений, однако впоследствии городские власти постановили привести здание в «некультовый вид» путём уничтожения венчающих четверик восьмериков. После войны непродолжительное время использовался под жильё, с 1950 года — использовалась теперь как торговый склад. Окружающая территория во второй половине XX века застроена домами в 2-4 этажа по периметру квартала бывшего монастыря. В 1990 году церковь возвращена верующим и заново освящена, в 1990—1993 гг. отреставрирована с восстановлением завершений и колокольни, часть диссонирующих построек снесена.
При восстановлении и преобразовании храма из монастырского в городской собор допущены отклонения от первоначального облика. Трапезная устроена в объёме бывшего притвора, расширено пространство западной галереи. Утрачена часть сводов и распалубков. Вновь отстроенная колокольня передвинута на объём бывшей галереи. Несколько изменены соотношения храма и колокольни по высоте, пропорции восьмерика, барабанов и глав. Новая паперть у западной стороны собора имеет бочкообразное покрытие, которое не соответствует стилю барокко, как и килевидные зонты над боковыми входами.

## Архитектура
Вознесенская церковь — единственный сохранившийся в городе храм эпохи барокко. Основной объём церкви — восьмерик на четверике, он завершается куполом с восьмигранным барабаном и луковичной главкой. С севера и юга примыкают приделы, соответственно, князей Бориса и Глеба и пророка Илии. Крыша общая для приделов и трапезной. Под всем зданием есть подвал.
Углы четверика оформлены рустованными лопатками, а углы восьмерика — тонкими угловыми лопатками. На углах четверика восстановленной колокольни узкие и широкие лопатки. Ярус звона на колокольне имеет 8 проёмов-арок с архивольтами и парными профильными тягами. Плоские лопатки также украшают стены приделов и алтаря. Невысокий цоколь дополнен широкими профилированными тягами по стенам приделов. Стены венчает сложный карниз, над лопатками раскрепованный. Оконные приёмы трёх форм — с прямоугольным, арочным и лучковым завершением, обрамлены, как и киоты, наличниками сложной формы с треугольными и прямыми сандриками.
В интерьере церкви четверик соединяется с восьмериком за счёт парусов с затяжками, восьмерик перекрыт куполом. С северной и южной сторон опирается на столбы со скруглёнными углами. Свод над апсидой сомкнутый, гранёный, а над трапезной — сомкнутый с затяжками. Новый притвор также перекрыт сомкнутым сводом. Лестница на колокольню — в южной стене притвора, на хоры — в южном опорном столбе. В части окон сохранились исторические решётки. Храм частично расписан, росписи поздние